# Mercor
Mercor SA – polskie przedsiębiorstwo z siedzibą w Gdańsku założone w 1988, działające w branży materiałów budowlanych, produkujące zabezpieczenia przeciwpożarowe. Od 19 lipca 2007 notowane na Giełdzie Papierów Wartościowych w Warszawie.

## Grupa Mercor
Mercor SA jest jednostką dominującą grupy kapitałowej, w skład której wchodzą:
- Mercor Fire Protection System s.c. S.R.L. w Rumunii;
- Mercor Ukraina sp. z o.o. z siedzibą we Lwowie;
- Hasil a.s. w Czechach;
- Hasil s.r.o. na Słowacji;
- Hasil sp. z o.o. (KRS 0000107042) z siedzibą we Wrocławiu;
- MMS sp. z o.o. (KRS 0000169612) z siedzibą w Krakowie;
- Tecresa Protecction Pasiva w Hiszpanii[3].

## Działalność
Grupa Mercor specjalizuje się w produkcji i sprzedaży biernych zabezpieczeń przeciwpożarowych, w tym: drzwi i ścianek przeciwpożarowych, systemów oddymiania, mechanicznej wentylacji pożarowej i odprowadzania ciepła oraz zabezpieczeń konstrukcji budowlanych. Grupa posiada zakłady produkcyjne w Gdańsku i Dobrzeniu Wielkim.
31 grudnia 2007 Mercor SA zatrudniała 594 osoby, natomiast cała grupa łącznie – 1001 pracowników. Przychody spółki w 2007 wyniosły 215 mln zł, a grupy – 293 mln zł.

## Akcjonariat
Według danych z marca i kwietnia 2008 największymi akcjonariuszami spółki są: prezes Krzysztof Krempeć (25,99% akcji i głosów na walnym zgromadzeniu akcjonariuszy), European Fire Systems Holding s.a.r.l. (16,35%), Marian Popinigis (16%), ING Towarzystwo Funduszy Inwestycyjnych S.A. (10,36%), ING Otwarty Fundusz Emerytalny (5,89%) i PKO Towarzystwo Funduszy Inwestycyjnych S.A. (4,26%). Pozostali posiadają 21,15% udziałów.